# Fibulia myxillioides
Fibulia myxillioides är en svampdjursart som först beskrevs av Burton 1932.  Fibulia myxillioides ingår i släktet Fibulia och familjen Dendoricellidae. Inga underarter finns listade i Catalogue of Life.